# Bretterspitze
Il   Bretterspitze  è una montagna alta 2.267 m sopra il livello del mare, sita nelle Alpi dell'Algovia, nella Catena montuosa dell'Hornbach, nello stato federale austriaco del Tirolo, in Austria. Il Bretterspitze, situato tra l'Urbeleskarspitze a nord-est e la Gliegerkarspitze a ovest, si erge alta sopra la Gliegerkar a sud, mostrando ripide pareti rocciose che scendono fino alla valle del Lechtal e all'Urbeleskar a nord, situato sopra la valle dell'Hornbach e il piccolo villaggio di Hinterhornbach.

## Accesso
La cima del Bretterspitze è raggiungibile con un'escursione giornaliera, partendo da Häselgehr nella valle Lechtal (salita da sud) o da Hinterhornbach nella valle Hornbach (salita da nord). Se si percorre il sentiero Hornbach, il cosiddetto "Enzensperger Weg", la Bretterspitze è una vetta raggiungibile comodamente. A nord della vetta, in posizione elevata sopra la valle Hornbach, si trova il rifugio privato Kaufbeurer Haus. Questo piccolo rifugio è custodito solo nei fine settimana estivi, altrimenti è necessaria la chiave del club alpino e bisogna provvedere autonomamente al sostentamento. Il rifugio custodito più vicino, l'Hermann von Barth-Hütte, dista dalle 5 alle 7 ore di cammino.